# Chipset Aironet
El chipset Aironet es un circuito integrado auxiliar desarrollado, para su familia de equipos inalámbricos (wireless), a partir del chipset Prism  por Cisco Inc. Cisco añadió nuevas características como una potencia de salida controlada y la posibilidad de saltar de un canal de la banda ISM a otro sin necesidad de utilizar otro sistema basado en software. Este hecho y el que las especificaciones del chipset no sean libres ha hecho que con el paso de los años sean dos chipsets muy diferentes. 

## Funcionamiento
La principal característica de las tarjetas que poseen el chipset Cisco Aironet son su excelente sensibilidad en la recepción y un sistema de monitorización perfectamente integrado al tráfico procedente de distintos canales. 
Cuando una tarjeta poseedora del Chipset Aironet se encuentra en modo monitorización no se podrá fijar en un canal único, ya que la tarjeta se encuentra saltando a lo largo de toda la banda a nivel de firmware.

## Versiones
- Aironet 1200 Series
- Aironet Serie Air-LMC350
- Aironet CB20A
- Aironet 350 Series
- Aironet 340 Series

## Otros chipsets
- Chipset Prism
- Chipset Hermes
- Chipset Symbol
- Chipset Atheros